# Богемский, Георгий Дмитриевич
Гео́ргий Дми́триевич Боге́мский (10 апреля 1920, Петроград — 18 марта 1995, Москва) — советский и российский киновед, литературовед и переводчик, член Союза писателей СССР и Союза кинематографистов СССР.

## Биография
Родился 10 апреля 1920 года в Петрограде в семье Дмитрия Анисимовича Богемского. В 1941 году окончил Ленинградский университет им. А. Жданова. Работал учителем в средней школе № 32 отдела учебных заведений Октябрьской железной дороги Народного комиссариата путей сообщения СССР. Пережив в Ленинграде первую блокадную зиму, в мае 1942 года призван в РККА. Служил в составе 36-й запасной стрелковой бригады под Ленинградом. В январе 1943 года демобилизован в звании рядового. Эвакуирован в Ярославль. В 1944 году окончил Высшую дипломатическую школу и был направлен на работу во вновь открывшееся посольство СССР в Италии. В 1950 году вернулся из Рима в Москву. В 1952 году по доносу уволен из Министерства иностранных дел СССР. 
Выступал в печати с 1950 года. В 1961 году принят в Союз писателей СССР.
Автор книг «По городам Италии» (1955), «Кино Италии сегодня» (1977), монографии о кинорежиссёре Витторио Де Сика (1963), составитель, автор вступительной статьи и комментариев в сборнике о Федерико Феллини (1968) и др. Переводчик сценариев и пьес Альберто Моравиа, Чезаре Дзаваттини, Эдуардо де Филиппо.
С 1967 года жил с женой, переводчиком Аглаей Сергеевной Богемской (1922—2004), в ЖСК «Советский писатель» — на Красноармейской улице, д. 21.
Дочь — Ксения Богемская (1947—2010), искусствовед.

## Награды
1986 — орден Отечественной войны II степени